# Josef Pöschl (Politiker, 1878)
Josef Pöschl (* 24. September 1878 in Niederrußbach; † 1. Oktober 1963 ebenda) war ein österreichischer Politiker (CSP) und Landwirt. Pöschl war von 1927 bis 1934  
Abgeordneter zum Landtag von Niederösterreich.

## Leben
Pöschl besuchte die Volksschule und übernahm 1911 den elterlichen Betrieb in Niederrußbach. Er war in der Folge als Landwirt und Weinhauer tätig.

## Politik
Pöschl wurde 1918 in den Gemeinderat gewählt und übernahm 1921 das Amt des Bürgermeisters, zudem war er Gründer der 
örtlichen Raiffeisenkasse. Des Weiteren wurde Pöschl 1925 zum Obmann der Bezirksbauernkammer gewählt und war Mitglied der Landesparteileitung. Pöschl vertrat die Christlichsoziale Partei zwischen dem 20. Mai 1927 und dem 30. Oktober 1934 im Niederösterreichischen Landtag. Er war zudem von 1932 bis 1934 Obmann des Finanzkontrollausschusses. Danach war Pöschl zwischen den 22. November 1934 und dem 12. März 1938 Mitglied des Ständischen Landtags, wobei Pöschl den Stand der Land- und Forstwirtschaft vertrat. Zwischen 1935 und 1938 war er zudem Obmann des Kontrollausschusses.